# Ali Ghandour
Ali Ghandour, en árabe: علي غندور; (Beirut, Líbano, 28 de mayo de 1931 - Ibídem, 29 de agosto de 2020) fue un empresario libanés-jordano, presidente de ARAM Trading and Technology. Era originario del Líbano y ciudadano jordano.

## Educación y primeros años
Ghandour creció en Beirut, Líbano, donde pasó la mayor parte de su juventud, fue admitido en IC, una escuela preparatoria mixta privada de la Universidad Americana de Beirut, de la que se graduó más tarde con un título en ingeniería aeroespacial. También realizó estudios superiores en la Universidad de Nueva York en Estados Unidos. Gandour regresó al Líbano en 1954 y se unió a la Autoridad de Aviación Civil Libanesa como ingeniero y Jefe de Seguridad Aérea. 
Las tendencias políticas de Ghandour lo llevaron a unirse al Partido Social Nacionalista Sirio (SSNP), cuyos miembros fueron perseguidos por el gobierno libanés debido a un fallido golpe de Estado que el partido intentó en 1961. A pesar de que Ghandour estaba en París en un curso de formación durante el golpe, el gobierno libanés lo buscaba y lo consideraba un fugitivo. Así, Gandour se refugió en París y luego en Costa de Marfil donde partió más tarde hacia Kuwait. 
El refugio de Ghandour en Kuwait fue aceptado por las autoridades kuwaitíes siempre que el gobierno libanés no emitiera ninguna condena por su arresto. Ghandour permaneció y trabajó para la Dirección General de Aviación Civil en Kuwait poco antes de que el Líbano dictó una sentencia de muerte en rebeldía que lo obligó a partir inmediatamente a Jordania.

## Jordania
Ghandour y sus colegas del (SSNP) fueron a reunirse con el rey Hussein para agradecerle la aceptación del refugio por parte de Jordania. La reunión fue el punto de inflexión de la vida de Ghandour cuando el rey Hussein le preguntó acerca de sus planes futuros a los que las intenciones de Ghandour eran viajar de regreso a África Occidental. El rey Hussein no recomendó los planes de Ghandour, sino que le ofreció permanecer en Jordania para establecer una nueva aerolínea nacional a la que Ghandour aceptó. 
Gandour presentó al Rey Hussein el estudio de factibilidad que le gustó y dio órdenes de iniciar el proyecto respaldado por un Real Decreto en 1963. Una semana después, un avión de DCC fue alquilado a Lebanese International Airways y estaba programado para volar a Jerusalén y Beirut. El rey Hussein proporcionó dos Dart Heralds más de la Real Fuerza Aérea Jordana para convertirlos en aviones civiles para su uso en la aerolínea recién establecida. 
La recomendación de Gandour de nombrar la nueva aerolínea Royal Jordanian fue aprobada por el Rey Hussein, el nombre también se extendió a ALIA en honor a la hija mayor del rey, Princesa Alia. (Es un error común pensar que la aerolínea lleva el nombre de la tercera esposa del rey, la reina Alia.)

## Carrera y puestos obtenidos
- Fundador y presidente de Arab Wings
- Fundador y presidente de Royal Jordanian
- Director de Jet Airways
- Miembro del Consejo Asesor de MerchantBridge & Co
- Fundador y Miembro del Directorio de Aramex
- Miembro de la junta de Flynas
- Patronato de la Universidad Americana de Beirut
- Copresidente de Aviation Pioneers
- Asesor del Rey Hussein en aviación civil, transporte aéreo civil y turismo
- Miembro del Directorio de ARAM International Investments
- Miembro de la Junta de Jordan Tourism Resorts Company
- Fundador de Arab Air Cargo
- Fundador de la Royal Jordanian Air Academy
- Miembro de la Junta de Reaching Hearts for Kids
- Patronato de la Real Sociedad de Bellas Artes
- Patronato del Real Fondo de Cultura y Educación
- Miembro del Foro del Pensamiento Árabe
- Miembro de la Fundación Cultural Saadeh

## Premios y condecoraciones
- Gran Cordón de la Orden de Al Nahda de Jordania
- Orden al Mérito de la República de Austria (3.ª Cl., 1980)[4]
- Orden Nacional del Mérito de la Legión de Honor de Francia
- Orden Nacional del Cedro, Líbano